# 1. deild 1995 (Fær Øer)
L'edizione 1995 della 1. deild vide la vittoria finale del GÍ Gøta.

## Classifica finale
|    | Classifica   | G  | V  | N | P  | GF | GS | Dif | Pt |
| -- | ------------ | -- | -- | - | -- | -- | -- | --- | -- |
| 1  | GÍ Gøta      | 18 | 13 | 2 | 3  | 41 | 16 | 25  | 41 |
| 2  | HB Tórshavn  | 18 | 9  | 6 | 3  | 34 | 14 | 20  | 33 |
| 3  | B68 Toftir   | 18 | 9  | 3 | 6  | 43 | 21 | 22  | 30 |
| 4  | B71 Sandur   | 18 | 9  | 2 | 7  | 35 | 27 | 8   | 29 |
| 5  | B36 Tórshavn | 18 | 8  | 2 | 8  | 23 | 35 | -12 | 26 |
| 6  | FS Vágar     | 18 | 6  | 5 | 7  | 30 | 38 | -8  | 23 |
| 7  | TB Tvøroyri  | 18 | 6  | 4 | 8  | 23 | 29 | -6  | 22 |
| 8  | KÍ Klaksvík  | 18 | 6  | 4 | 8  | 31 | 43 | -12 | 22 |
| 9  | Sumba/VB     | 18 | 6  | 2 | 10 | 26 | 39 | -13 | 20 |
| 10 | NSÍ Runavík  | 18 | 2  | 2 | 14 | 13 | 37 | -24 | 8  |

G = Partite giocate; V = Vittorie; N = Nulle/Pareggi; P = Perse; GF = Goal fatti; GS = Goal subiti; DIF = Differenza reti, PT = Punti

### Spareggio
Lo spareggio tra la penultima di 1. deild e la seconda di 2. deild fu vinto dal Sumba/VB, che conservò il posto nella massima divisione.
| Data            | Squadra #1  | Risultato | Squadra #2  |
| --------------- | ----------- | --------- | ----------- |
| 21 ottobre 1995 | EB/Streymur | 0-0       | Sumba/VB    |
| 28 ottobre 1995 | Sumba/VB    | 8-0       | EB/Streymur |

### Verdetti
- GÍ Gøta campione delle Isole Fær Øer 1995 e qualificato alla Coppa UEFA 1996-97
- B71 Sandur partecipa alla Coppa UEFA 1996-97
- B68 Toftir partecipa alla Coppa Intertoto 1996
- NSÍ Runavík retrocesso in 2. deild
- HB Tórshavn qualificato alla Coppa delle Coppe 1996-97 (vincente della Coppa delle Isole Fær Øer)

### Scissione del Sumba/VB
Il Sumba/VB fu formato al termine della stagione 1994 dalla fusione di VB Vágur (che vinse il campionato 1994 di 2. deild) e Sumba. Al termine della stagione 1995 il club si divise nuovamente: il VB Vágur continuò a disputare la 1. deild, mentre il Sumba nel 1996 giocò in 2. deild.